# Слово Ћирилово
Слово Ћирилово је годишњак Библиотеке Браћа Настасијевић. Излази у Горњем Милановцу од 2004. године. У октобру 2016. изашао је 13.број.

## О часопису

### Историјат
Слово Ћирилово је часопис Библиотеке Браћа Настасијевић. Назив часопис је добио по Светим оцима Ћирилу и Методију. 
Године 2004.објављен је први број годишњака, који је на првом месту представљао рад библиотеке. Током тринаест година постојања усталила се промоција завичајних тема, писаца и издавача. Постоје одељци са чланцима, прилозима и приказима, који се баве различитим тематикама, од књижевности и уметности, преко политике, а задњих година усталили су се и преводи текстова са страних језика. 
Овај концепт је током година остао мање-више исти.

### Теме
- Активности библиотеке у одређеном периоду.
- Представљање знаменитих људи, дела и догађаја из рудничко-таковског краја, из свих области знања и уметности, а посебно у области књижевно-уметничког стварања.
- Прикази књига, публикација, изложби и манифестација које на светлост дана износе културну баштину рудничко-таковског краја, посебно приказ Манифестације Дани Настасијевића.
- Библиографија завичајних писаца и издавача.

### Периодичност излажења
Од свог оснивања зборник излази редовно, једном годишње.

### Издавач
- Библиотека „Браћа Настасијевић“, Горњи Милановац

### Штампарије
- Од бр.1 (2004) Светлост, Чачак;
- од бр.2 (2005) Графопринт, Горњи Милановац;
- од бр.4 (2007) Нај, Горњи Милановац;
- од бр.5 (2018) Универзал, Чачак;
- од бр.7 (2010) Цодеx Принт Горњи Милановац;
- од бр.8 (2011) НБС граф, Горњи Милановац;
- од бр.9 (2012) Графопринт, Горњи Милановац;
- од бр.13 (2016) НБС граф, Горњи Милановац.

### Уредници
Од свог настанка уредници су се мењали.
- Од бр.1 (2004) Борислав Челиковић
- од бр.2 (2005) Ирена Васић;
- од бр.6 (2009) Мирјана Мокровчак-Глишовић;
- од бр.9 (2012) Гордана Петковић;
- од бр.12 (2015) Нада Вељић.

### Чланови редакција
- Бр.1 (2004): Душко Брковић, Мирјана Мокровчак Глишовић, Весна Грбовић, Јовиша Зечевић, Борисав Челиковић.
- Бр.2 (2005): Гордана Петковић, Слободанка Вулетић, Гордана Минић, Драгана Перишић, Мирјана Мокровчак Глишовић.
- Бр.3 (2006): Марија Петковић, Ивана Станишић, Драгана Перишић, Горан Милићевић, Зорица Стојановић.
- Бр.4 (2007): Марија Петковић, Драгана Перишић, Славица Ђурић, Гордана Симић, Горан Милићевић.
- Бр.5 (2008): Марија Петковић, Ивана Станишић, Драгана Перишић, Славица Ђурић, Горан Милићевић.
- Бр.6 (2009) Борисав Челиковић, Никола Новаковић, Дејан Ацовић, Мирјана Мокровчак Глишовић, Слободан Обрадовић.
- Бр.7 (2010) Мирјана Глишовић, Бошко Ломовић, Миладин Трифуновић, Борисав Челиковић.
- Бр.8 (2011) Мирјана Глишовић, Бошко Ломовић, Недељко Трнавац, Борисав Челиковић.
- Бр.9 (2012) Бошко Ломовић, Дејан Ацовић, Марија Петковић, Ивана Ристић.
- Бр.10 (2013) Дејан Ацовић, Марија Петковић, Ивана Ристић, Гордана Милетић, Драгана Перишић.
- Бр.11 (2014) Дејан Ацовић, Марија Петковић, Ивана Ристић, Гордана Милетић, Драгана Перишић, Горан Милићевић.
- Бр.12 (2015) Дејан Ацовић, Марија Петковић, Ивана Ристић.
- Бр.13 (2016) Дејан Ацовић, Марија Петковић, Стефан Аврамовић.

### Сарадници и аутори прилога
Аутори прилога и сарадници часописа су ствараоци из различитих области (књижевност, уметност, друштвена питања, библиотекарствo), од академика до ученика.

## Галерија насловних страна
- Насловна страница шестог броја
- Насловна страница седмог броја
- Насловна страница осмог броја
- Насловна страница деветог броја
- Насловна страница дванаестог броја
- Насловна страница тринаестог броја